# Успенский поселковый совет
Успенский поселковый совет (укр. Успенська селищна рада) — административно-территориальная единица Лутугинского района Луганской области Украины.

## Населённые пункты совета
- пгт Успенка
- пос. Мирное
- пос. Азаровка

## Адрес поссовета
92006, Луганская обл., Лутугинский р-н, пгт. Успенка, м-н. Борцов Революции, 35; тел. 93-2-81